# Ашлань
Ашлань — село в Уржумском районе Кировской области в составе Лопьяльского сельского поселения.

## География
Находится на расстоянии примерно 11 километров на юг от районного центра города Уржум.

## История
Известно как село с 1863 года в связи с постройкой деревянной церкви. Николаевская каменная церковь построена в 1885 году. В 1873 году здесь было учтено дворов 41 и жителей 458, в 1905 30 и 211, в 1926 57 и 232, в 1950 235 и 372. В 1989 году учтено 590 жителей.

## Население
| 2010 |
| ---- |
| 203  |

### Национальный состав
Согласно результатам переписи 2002 года в деревне проживали 506 человек, из них русские 73 % .